# Марсо, Каролин
Каролин Марсо (фр. Caroline Marçot, 15 ноября 1974) — французская певица (контральто), композитор, преподаватель.

## Биография
Училась в Национальной школе музыки и танца Орсе (1989—1995), затем в Национальной консерватории Парижского региона и в Парижской высшей национальной консерватории. Среди её преподавателей — Ален Лувье, Ив Анри, Эдит Лёже и другие. Получила диплом музыковед

а в Сорбонне.

## Исполнительская деятельность
Приобрела известность как певица и композитор. Пела в детско-юношеском хоре Радио Франции (1995—1998) и Молодёжном хоре Парижа под управлением Лоранс Экильбе, совершенствовала вокал в консерватории Жоржа Бизе. В 2000 стала членом ансамбля Les Cris de Paris, выступала с ансамблем старинной музыки Akademia, барочным ансамблем Le Concert d’Astrée под управлением Эммануэль Аим. Создала в 1999 трио ренессансной музыки Viva Lux, с которым, среди прочего, впервые записала Гугенотские псалмы Клода Лежёна. В 2003 вошла в состав нимского ансамбля Mora Vocis, специализирующегося на средневековой и новейшей вокальной музыке. Соруководитель вокального и инструментального ансамбля L'Échelle. В 2006—2010 руководила хором девочек в парижской церкви Сен-Кристоф-де-Жавель.

## Композиторская деятельность
Начала сочинять в 2000-е годы, интересуясь прежде всего вокальной музыкой. Ей заказывали сочинения Радио Франции, Парижский Музыкоград, камерный хор Accentus под руководством Л. Экильбе, ансамбль Musicatreize под руководством Ролана Эрабедяна, ансамбль Клемана Жанекена, камерный хор Les Éléments под руководством Жоэля Сююбьета, хоры Нотр-Дам, марсельский цирк Cahin-caha и др. Пишет музыку на стихи Луизы Лабе, Сан-Хуана де ла Круса, библейские тексты, тексты персидских мистиков.

## Избранные сочинения
- Non (2000—2001)
- Audi Zefiro (2001)
- Crux (2001)
- Nigra sum (2001)
- In Pace (2001)
- Agnus Dei (2001)
- Lux (2002)
- Кетцаль/ Quetzal (2002)
- Газель/ Ghazal (2002)
- L’Edit du papillon (2002)
- Psaumes pour les nocturnes du Samedi Saint (Carmen) (2004)
- Немезида/ Némésis (2005)
- Pulchra es amica mea (2005)
- Жаворонок/  L’Alouette (2006)
- Etic (2006-2007)
- Rambleur (2010)
- Nun (2011)

## Дискография
- Cent Noms de l’Amour, avec Ghazal et L’Edit du Papillon, par le Chœur et l’Orchestre des Jeunes de la Méditerranée, dir. Roland Hayrabedian (Actes Sud, Naïve, 2003)
- "Propos Exquis ", psaumes de Claude Le Jeune, par le Trio Viva lux (Studio SM / Abeille, 2004)
- "L´Amante ", avec Agnus et Cantar del Alma (pour 3 voix égales). Musique médiévale et contemporaine, par Mora vocis (Mandala / Harmonia Mundi, 2005)
- Capitolo Novo, avec Non par le Chœur de chambre Les Cris de Paris, dir. Geoffroy Jourdain (Nocturne, LʼEmpreinte Digitale, 2005)
- Maîtrise Notre-Dame de Paris/Les Sacqueboutiers de Toulouse : " Inviolata " (Josquin des Prés / Tomás Luis de Victoria / Pedro de Escobar / Jean Mouton / Thomas Créquillon / Francisco Guerrero / Caroline Marçot), 002 MSNDP, 2011
- «Outre-Mers» : Missa Grande de Marcos Portugal — Quetzal de Caroline Marçot. Chœur L'Échelle, dir. Charles Barbier et Bruno Procopio, 2013 (Paraty, 312214)

## Педагогическая деятельность
Преподает музыкальный анализ в Региональной ассоциации музыки (ARIAM) Иль-де-Франс.

## Признание
Лауреат Fondation Natexis Banques Populaires (2003).